# زئير (أغنية)
زئير (بالإنجليزية: Roar)‏ أغنية للمغنية الأمريكية كيتي بيري من الألبوم الأستديو الرابع, منشور (2013). لقد صدرت كأغنية منفردة رئيسية بالعاشر من أغسطس 2013. الأغنية كتبت بواسطة كيتي بيري, بوني ماكي, دكتور لوك, ماكس مارتن وسيركت، وتم إنتاجها من قبل سيركت، مارتن, لوك. الأغنية من نوع باور بوب وكلماتها تتمحور حول الدفاع عن النفس والاعتماد عليها .
زئير حصلت على تقييم جيد من النقاد؛ الكثير منهم قّدر وأعُجب بإنتاجها، البعض الآخر رأى أن محتواها مبالغ فيه إلى حد فقدان عنصرها الأصلي، الأغنية نجحت تجارياً وأصبحت الأغنية الثامنة لكيتي بيري رقم 1 على رسم بياني بيلبورد هوت 100 وأخذ المرتبة الأولى في رسوم بيانية مختلفة من ضمنها, أستراليا، كندا، أيرلندا، نيوزيلندا والمملكة المتحدة. بالأضافة أنها نجحت بالوصول بأول خمسة مراتب بالرسوم البيانية العالمية، من ضمنها, فرنسا، ألمانيا، إيطاليا، اليابان وسويسرا.